# Столкновения между «Талибаном» и Ираном (2021)
1 декабря 2021 года на границе Афганистана и Ирана произошли вооружённые столкновения между иранскими пограничниками и боевиками Талибана, в результате чего погибло несколько человек, и талибы смогли захватить нескольких иранских пограничных постов. Столкновения закончились на следующий день после того, как стороны пришли к соглашению.

## История конфликта
Отношения между Ираном и талибами не были хорошими на протяжении всей истории. Во время первого правления талибов в Афганистане с 1996 по 2001 год, 10 иранских дипломатов в консульстве города Мазари-Шариф были казнены талибами. Это привело к военной мобилизации Ирана, которая была решена при посредничестве ООН. Во время вторжения США в Афганистан в 2001 году Иран сотрудничал с войсками США, и иранский спецназ поддерживал Северный альянс во время захвата Герата. Летом 2021 года талибы восстановили свою власть в Афганистане после ухода США из страны.

## Столкновения
По словам неназванного иранского чиновника, столкновения начались после того, как боевики Талибана открыли огонь по иранским фермерам, пересекшим пограничную стену между двумя странами, что привело к серии перестрелок между иранскими пограничниками и боевиками Талибана с применением тяжёлого и среднего оружия. Во время последовавших столкновений боевики «Талибана» атаковали пограничный пункт Дахраес и захватили его вместе с несколькими другими блокпостами и военной базой на иранской территории. Неустановленное количество комбатантов было убито с обеих сторон во время столкновений. Столкновения закончились на следующий день после того, как стороны пришли к соглашению.

## См.также
- Столкновения между «Талибаном» и Ираном (2023)